# Harald Evers (Fußballspieler)
Harald Evers (* 3. Januar 1947; † 13. Oktober 2006 in Göttingen) war ein deutscher Fußballspieler.
Von Beruf war Evers Polizist – auf dem Platz unverwechselbar durch sein strohblondes Haar – über ein Jahrzehnt eine feste Größe in der Defensive von Göttingen 05. 
Er gehörte zur Mannschaft, die als Regionalliga-Vizemeister 1968 um den Aufstieg zur Bundesliga spielte. Am Ende seiner Laufbahn spielte er noch drei Jahre in der neu gegründeten 2. Bundesliga.

## Vereine
- 1967 – 1977 SC Göttingen 05

## Statistik
- 84 Spiele in der 2. Fußball-Bundesliga

| Personendaten    | Personendaten            |
| ---------------- | ------------------------ |
| NAME             | Evers, Harald            |
| KURZBESCHREIBUNG | deutscher Fußballspieler |
| GEBURTSDATUM     | 3. Januar 1947           |
| STERBEDATUM      | 13. Oktober 2006         |
| STERBEORT        | Göttingen                |